# Cestodosi
Una cestodosi és una helmintosi per cestodes.
Les més freqüents són les teniosis i les cisticercosis.